# Adieu Gary Cooper
Adieu, Gary Cooper est un roman de Romain Gary publié pour la première fois en 1965, en anglais, sous le titre The Ski Bum, littéralement Le Clochard (ou Le Vaurien) à ski et qui constitue le second tome de la série La comédie américaine entamée avec Les Mangeurs d'étoiles.

## Résumé
Lenny, le vaurien en question, est un jeune Américain qui fuit son pays natal pour lequel il refuse d'aller faire la guerre au Viêt Nam. 
Figure typiquement garyenne, ce jeune homme cultive les paradoxes, et est une âme pure à la recherche d'absolu. Il vit au sein d'une communauté d'autres ski bums, intéressés par une seule chose : le ski. Ils vivent en altitude, coupés des autres hommes, quelque part dans les Alpes suisses. Mais lorsque le besoin d'argent se fait sentir, il doit descendre rejoindre la civilisation et se retrouve impliqué dans une affaire de trafic de lingots d'or vers la Suisse. Comme souvent dans les romans de Gary, une histoire d'amour désespérée avec la fille d'un diplomate américain, Jess, changera le destin du ski bum.

## Analyse
Lenny est un "désengagé" social, politique et affectif : il a fui sa patrie, sa famille (on ne sait pas s'il y a quelqu'un qui le pleure quelque part aux États-Unis), les conflits politiques et sociaux de son pays, n'emportant peut-être avec lui pour tout bagage qu'une photographie de Gary Cooper, qu'il conserve dans sa poche et regarde souvent. Bien qu'étant "blanc", il se définit lui-même comme une minorité parmi d'autres, au même titre que les Noirs et les Indiens, mais il refuse d'assumer les responsabilités qui vont avec, notamment le besoin d'affirmation sociale, les droits et la lutte pour la reconnaissance par la majorité. Paradoxalement, il n'hésite pas à dire aux Noirs américains qu'il rencontre de retourner aux États-Unis parce qu'être noir aux États-Unis "ça veut dire quelque chose", en soulignant par cette contradiction son désir d'absolu et d'authenticité.
Bien que se sentant différent, il sait que sa spécificité n'est pas aussi visible que pour d'autres. En l'occurrence, la couleur de sa peau le rattache aux 200 millions d'autres Américains de la majorité, êtres indifférenciés qu'il imagine baignant dans une sorte d'immense soupe incandescente lorsqu'il dit "Vous êtes plus que du magma".
Asocial par instinct plus que par réflexion, il s'oppose en cela à Jess, la jeune Américaine dont il est amoureux. Plus cultivée et volontaire que Lenny, elle contraste aussi par son engagement politique avec un groupe marxiste. Son amour pour elle le fait réévaluer ses notions d'engagement et de compromission.
Le titre Adieu Gary Cooper vient d'une constatation d'époque : le héros sans peur et sans reproche incarné par le cinéma américain n'a plus cours. L'Amérique des G.I.s de la Libération, bombant le torse et accueillis en libérateurs n'est plus. Les années 1960 font la place aux doutes, voient la remise en cause de ce mythe, notamment à cause du conflit vietnamien

## Éditions

### Édition originale en anglais
- The Ski Bum, Harper & Row, 1965  (ISBN 2-070-38452-7)

### Éditions françaises
- La Comédie américaine, 2. Adieu Gary Cooper, Paris, Gallimard, 1969 (BNF 35233883)
- Adieu Gary Cooper, Paris, Gallimard, coll. « Folio » no 2328, 1993  (ISBN 2-07-038452-7)